# Fototheodolit
Der Foto- bzw. Phototheodolit ist ein früher oft verwendetes Instrument für die terrestrische Fotogrammetrie. Es kombiniert eine mit Fotoplatten arbeitende Messbildkamera mit einer genauen Zielvorrichtung oder einem Theodolit. Das auf einem Stativ drehbar montierte Gerät wird mit Libellen horizontiert und kann auch (zumindest um feste Winkelbeträge) geneigt werden. Die dafür erforderlichen Ziel- und Ablesevorrichtungen entsprechen einem Theodolit geringer bis mittlerer Genauigkeit.

## Technische Entwicklung
Einfache Fototheodolite für Geländeaufnahmen oder die Polizei (z. B. Unfallfotogrammetrie) entstanden schon kurz vor der Jahrhundertwende. Im Wesentlichen waren sie schwenkbare Plattenkameras mit aufgesetztem oder seitlich montiertem Visier. Ein Ziel der nächsten Entwicklungen war, beide Instrumente zentrisch zu verwenden: entweder durch ihren Austausch auf demselben Unterbau, oder durch Verwendung des Fotoobjektiv auch für das Zielfernrohr (Bild oben).
Genauere Instrumente entstanden zwischen 1910 und 1930, vor allem durch die Firmen Starke & Kammerer in Wien (Universal-Phototheodolit), Carl Zeiss in Jena (Aerotopograph) und Wild Heerbrugg (terrestr. Meßkammer). Daneben wurden besonders robuste Geräte für Expeditionen nach Afrika (mit Tropenkameras), Zentralasien und ins Hochgebirge konstruiert. Eine Sonderentwicklung waren Stereokameras, die parallel auf einem horizontalen Träger montiert waren, sodass beide Kameras dieselbe äußere Orientierung hatten.  

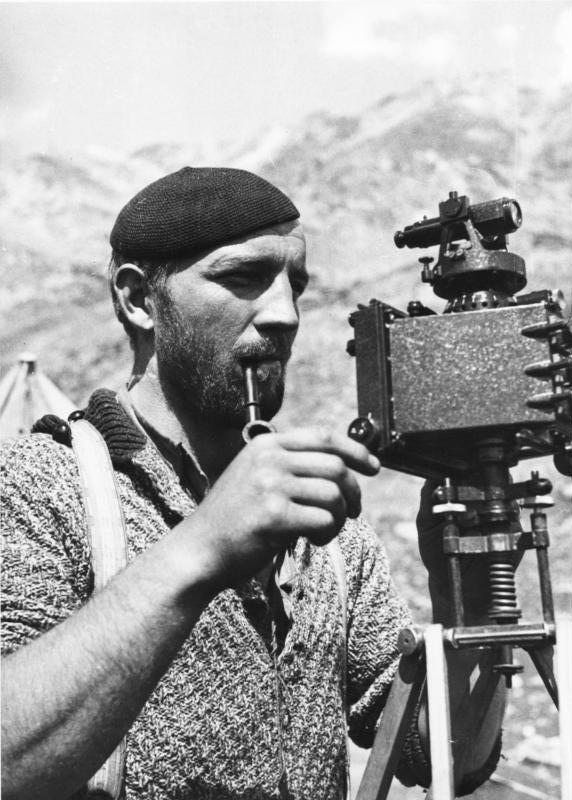
Kleiner Fototheodolit der Tibet-Expedition 1938

In den 1960ern wurden neuere Bauarten noch für terrestrische Aufnahmen, etwa für die Glaziologie oder die Vermessung von Steinbrüchen eingesetzt; das bekannteste Instrumentarium war die terrestrische Ausrüstung leicht (TAL) von Zeiß. Danach verloren die Fototheodolite  aber an Bedeutung, vor allem durch die Aerofotogrammetrie (fast globale Verfügbarkeit von Luftbildern) und die Aufnahmen von Erdbeobachtungssatelliten.